# Chełmno (gmina)
Pour les articles homonymes, voir Chełmno (homonymie).
Chełmno est une gmina rurale du powiat de Chełmno, Couïavie-Poméranie, dans le centre-nord de la Pologne. Son siège est la ville de Chełmno, bien qu'elle ne fasse pas partie du territoire de la gmina.
La gmina couvre une superficie de 114,05 km2 pour une population de 5 239 habitants.

## Géographie
La gmina est bordée par les gminy de Dragacz, Jeżewo, Nowe, Osie et Osiek.